# ISAE SUPAERO
ISAE SUPAERO（L’Institut supérieur de l'aéronautique et de l'espace）は、フランス共和国オクシタニー地域圏トゥールーズに所在する航空宇宙高等学院（ISAE）傘下の国立航空宇宙大学院大学（SUPAERO）と航空建設エンジニア国立高等学校（ENSICA）からなるグランテタブリスマン及びグランゼコール（仏高等教育機関）で、両校は共にフランス国防省管轄であったことから効率化の為に合併した。
SUPAEROは1909年に設立された。世界で最初の航空宇宙工学専門の学校であり、ヨーロッパの航空宇宙分野では最も優れた学校の1つと認識されている。卒業生の多くはエアバス等の世界各地の主要航空機メーカーへ就職している。

## 著名な出身者
SUPAERO(S-年)、ENSICA（E-年）
- ガイ・デュ・メルル、S-1932、国立民間航空学院の初代院長。
- ジャン＝マリ・バスティアン＝ティリー、S-1952、シャルル・ド・ゴール大統領暗殺未遂事件の主犯
- Jacques Darricau、E-1961、国際的に認められたレーダーの専門家、EUROSAEの元会長、SAEのディレクター。
- フレデリック・ダレスト（フランス語版）、S-1966、打ち上げロケット製造会社アリアンスペース初代社長
- fr:Rachid Belmokhtar、E-1967、モロッコ教育大臣（1995-1998、2013年以降）。 [4]
- fr:Jean-Claude Laprie（1944-2010）、E-1968、CNRSの研究のディレクター、LAAS-CNRSの元ディレクター、CNRSの銀メダル。
- fr:Bernard Ramanantsoa、S-1971、HEC経営大学院院長、ビルダーバーグ会議のメンバー
- パスカル・バセロン S-1985、ミシュラン→トヨタF1→トヨタ・モータースポーツ副社長

航空機メーカー関連
- fr:Raoul Badin、S-1910、飛行用機器や対気速度計の主要な発明者の一人
- アンリ・コアンダ、S-1910は、コアンダ効果を発見した。世界初のジェット機コアンダ=1910を開発
- アンリ・ポテ（フランス語版）、S-1911、航空機メーカーポテの創設者
- ミハイル・グレーヴィチ、S-1913、航空機製造会社MiGの創設者
- マルセル・ダッソー、S-1913、航空機製造会社ダッソーの創設者
- アレキサンダー・カートヴェリ（フランス語版）、S-1922、グルジア出身でフランスやアメリカに居住しP-35、P-47サンダーボルト、F-105サンダーチーフを設計した。
- ルネ・クージネ（フランス語版）、S-1927、ルネ・クージネ航空委員会でCouzinet 10 Arc en Cielなどを製造
- アンリ・ジグラー、（X-1926）S-1931、航空機製造会社ブレゲーなどの社長を歴任し、エアバスを創設・初代CEO。占領されたフランス領地下でレジスタンスをまとめたフランス国内軍(FFI)の参謀長、空軍とテストパイロットの責任者
- fr:François Hussenot、S-1935、ブラックボックスの発明者。 航空機乗務員の学校を設立
- セルジュ・ダッソー（フランス語版）、S-1951、ダッソーのCEO、マルセル・ダッソーの息子、フランス上院議員、2016年度世界長者番付56位

宇宙飛行士
- ジャン・フランソワ・クレルボワ、S-1983
- トマ・ペスケ、S-2001
- サマンサ・クリストフォレッティ、S-2007
- ルカ・パルミターノ、M-I-2009